# Danny Pate
Danny Pate (Colorado Springs, 24 maart 1979) is een voormalig Amerikaans wielrenner.

## Loopbaan
In 2000 liep de Amerikaan al stage bij Saeco Macchine per Caffé - Valli & Valli. Een profcontract kreeg hij echter niet aangeboden. Het jaar daarop won Pate goud op de tijdrit bij de beloften op het wereldkampioenschap in Lissabon. Het leverde hem echter niet meteen een contract bij een topploeg op.
Sinds 2004 rijdt Pate voor Amerikaanse ploegen, achtereen Health Net presented by Maxxis, Jelly Belly en Team TIAA-CREF en diens opvolgers Team Slipstream, Team Garmin-Chipotle en Team Garmin-Transitions. In 2007 won hij een etappe in de Ronde van Missouri, zijn eerste profzege dat jaar.
Vanaf 2011 reed de Amerikaan voor Team HTC-Columbia en vanaf 2012 voor Team Sky. Zijn laatste contract van 2016 tot 2018 reed hij voor Rally Cycling.

## Belangrijkste overwinningen
1998
 Amerikaans kampioen op de weg, Beloften
1999
 Amerikaans kampioen tijdrijden, Beloften
2001
Triptyque Ardennais
 Wereldkampioen tijdrijden, Beloften
2002
Ronde van Toona
2007
5e etappe Ronde van Missouri
2013
2e etappe Ronde van Italië (ploegentijdrit)

## Resultaten in voornaamste wedstrijden
| Jaar | Ronde van Italië | Ronde van Frankrijk | Ronde van Spanje |
| ---- | ---------------- | ------------------- | ---------------- |
| 2006 |                  |                     |                  |
| 2007 |                  |                     |                  |
| 2008 | 137e             | 95e                 |                  |
| 2009 | 144e             | 141e                |                  |
| 2010 |                  |                     |                  |
| 2011 |                  | 165e                |                  |
| 2012 |                  |                     | 147e             |
| 2013 | 134e             |                     |                  |
| 2014 |                  | 153e                |                  |
| 2015 |                  |                     |                  |

| Jaar | Gent-Wevelgem | Ronde van Vlaanderen | Amstel Gold Race | Luik-Bast.‑Luik | Ronde van Lombardije | Waalse Pijl |  | WK op de weg |  | Wereldranglijsten |
| ---- | ------------- | -------------------- | ---------------- | --------------- | -------------------- | ----------- |  | ------------ |  | ----------------- |
| 2006 |               |                      |                  |                 |                      |             |  | 118e         |  |                   |
| 2007 |               |                      |                  |                 |                      |             |  |              |  |                   |
| 2008 |               | opgave               |                  |                 |                      |             |  |              |  |                   |
| 2009 |               |                      |                  |                 |                      |             |  |              |  | 212e (UWK)        |
| 2010 |               |                      | opgave           |                 |                      | opgave      |  | 80e          |  |                   |
| 2011 | 138e          |                      | 133e             |                 |                      |             |  |              |  |                   |
| 2012 |               |                      |                  |                 | opgave               |             |  |              |  |                   |
| 2013 |               |                      |                  |                 |                      |             |  |              |  |                   |
| 2014 |               |                      | opgave           | opgave          |                      | 135e        |  |              |  |                   |
| 2015 |               |                      |                  | opgave          |                      |             |  |              |  |                   |

## Ploegen
- 2000 –  Saeco-Valli & Valli
- 2001 –  Prime Alliance Cycling Team
- 2002 –  Prime Alliance Cycling Team
- 2003 –  Prime Alliance Cycling Team
- 2004 –  Health Net Pro Cycling Team presented by Maxxis
- 2005 –  Jelly Belly-Pool Gel
- 2006 –  Team TIAA-CREF
- 2007 –  Team Slipstream
- 2008 –  Garmin-Chipotle presented by H3O [a]
- 2009 –  Garmin-Slipstream
- 2010 –  Garmin-Transitions
- 2011 –  HTC-Highroad
- 2012 –  Sky ProCycling
- 2013 –  Sky ProCycling
- 2014 –  Team Sky
- 2015 –  Team Sky
- 2016 –  Rally Cycling
- 2017 –  Rally Cycling
- 2018 –  Rally Cycling

1. ↑  Tot juli heette de ploeg Slipstream-Chipotle presented by H3O, maar na het aantrekken van Garmin als hoofdsponsor werd de naam veranderd.